# بی‌اس‌ان‌ال
بی‌اس‌ان‌ال (انگلیسی: Bharat Sanchar Nigam Limited) شرکت مخابرات هندی است، که در سال ۲۰۰۰ توسط دولت هند تأسیس شد.